# Oxfam
Oxfam là một liên minh quốc tế của 20 tổ chức làm việc tại 94 quốc gia trên toàn thế giới để tìm giải pháp lâu dài cho nghèo đói và bất công. Oxfam làm việc trực tiếp với các cộng đồng và tìm cách để gây ảnh hưởng đến các cường quốc để đảm bảo rằng người nghèo có thể cải thiện cuộc sống và sinh kế của họ và có một tiếng nói trong các quyết định có ảnh hưởng đến họ.

## Hình thành
Oxfam ban đầu được thành lập tại Oxford vào năm 1942 với tên gọi Ủy ban Oxford cho cứu trợ nạn đói bởi một nhóm Quaker, các nhà hoạt động xã hội, và các học giả Oxford, đây là tổ chức Oxfam Anh, vẫn có trụ sở tại Oxford, Vương quốc Anh.
Đó là một trong những ủy ban địa phương được hình thành trong hỗ trợ của Uỷ ban Quốc gia cứu trợ nạn đói. Nhiệm vụ của họ là thuyết phục chính phủ Anh để cho phép viện trợ lương thực thông qua sự phong tỏa Đồng minh cho các công dân đang chết đói của Hy Lạp chiếm đóng Axis.
Oxfam ở nước ngoài đầu tiên được thành lập tại Canada vào năm 1963. Các tổ chức đổi tên thành địa chỉ điện tín của nó, OXFAM, vào năm 1965.

## Phương thức hoạt động
Ban thư ký tổ chức Oxfam International lãnh đạo, tạo điều kiện thuận lợi và hỗ trợ sự hợp tác giữa các chi nhánh Oxfam để tăng ảnh hưởng của Oxfam về nghèo đói và bất công thông qua các chiến dịch vận động, các chương trình phát triển và ứng phó khẩn cấp.